# Jean Ricou
Pour les articles homonymes, voir Ricou.
Jean Ricou (né le 23 septembre 1933 à Dolus-d'Oléron et mort le 12 juin 2019 à Saintes,) est un coureur cycliste français, actif dans les années 1950 et 1960. Il a évolué au niveau professionnel au sein de la formation Mercier-BP-Hutchinson.

## Biographie
Jean Ricou commence le cyclisme à dix-huit ans, après avoir été gardien dans une équipe de football. Il prend sa première licence au même âge au Pédal Club Oléronais.
Lors de l'année 1952, il se distingue en obtenant quatre victoires. Il s'impose également à huit reprises en 1954, sur des épreuves en première catégorie mateur. Il effectue ensuite son service militaire durant deux ans au Maroc, où il est affecté dans l'armée de l'air. À son retour en Métropole, il s'inscrit au Vélo Club Gémozacais. Il s'illustre durant plusieurs saisons en remportant de nombreuses courses au niveau régional, avec une licence d'indépendant.
En 1959, il passe professionnel au sein de l'équipe Mercier-BP-Hutchinson. Il court avec ce statut pendant trois ans, mais ne parvient à percer au plus haut niveau. Jean Ricou décide alors de reprendre une licence d'indépendant en 1962. Au milieu des années 1960, il continue la compétition avec succès en remportant notamment Bordeaux-Périgueux. Il met finalement un terme à sa carrière à l'issue de la saison 1968, marquée par son titre de champion régional du Poitou. 

## Palmarès
- 1958
  - Circuit du Bocage vendéen
  - Bordeaux-Rochefort
  - 2e et 4e étapes du Tour de Bretagne indépendants
- 1960
  - 3e du Grand Prix de la Trinité
- 1962
  - 1re et 4e (contre-la-montre) étapes du Tour des Charentes
  - 2e  du Tour des Charentes
  - 2e du Grand Prix des Fêtes de Coux-et-Bigaroque
- 1963
  - 2e du Grand Prix des Fêtes de Coux-et-Bigaroque
- 1964
  - Grand Prix des Fêtes de Coux-et-Bigaroque
- 1965
  - Bordeaux-Périgueux
- 1966
  - Bordeaux-Bayonne
- 1968
  - Champion du Poutou des amateurs hors catégorie